# Beverly Hills Cop II
Beverly Hills Cop II ist eine Actionkomödie aus dem Jahr 1987 und die Fortsetzung des Films Beverly Hills Cop – Ich lös’ den Fall auf jeden Fall aus dem Jahr 1984. Eddie Murphy spielte wieder die Hauptrolle, Regie führte diesmal Tony Scott. 1994 erschien mit Beverly Hills Cop III der dritte Teil der Serie. Eine weitere Fortsetzung Beverly Hills Cop: Axel F folgte 2024.

## Handlung
In Beverly Hills, Kalifornien sorgen seit einiger Zeit die sogenannten Alphabetverbrechen für Aufsehen, bei denen es sich um professionell organisierte Raubüberfälle mit hochwertiger Beute handelt. An den Tatorten wird jeweils ein Brief mit einem verschlüsselten Code zurückgelassen, der aus einer Reihe von Ziffern besteht. Die Ermittlungen in dem Fall werden zudem noch von dem neuen Polizeichef, Harold Lutz, behindert, der sich beim Bürgermeister versucht einzuschmeicheln. Als Andrew Bogomil (inzwischen Captain im Beverly Hills Police Department), John Taggart und Billy Rosewood auf eigene Faust Untersuchungen anstellen, ist Lutz darüber zutiefst verärgert. Bogomil wird daraufhin vorläufig vom Dienst suspendiert und Taggart und Rosewood werden zur Verkehrspolizei strafversetzt. Kurze Zeit später wird Bogomil in einen Hinterhalt gelockt und auf offener Straße niedergeschossen, überlebt dieses Attentat allerdings schwerverletzt. Am Tatort wird erneut ein Bekennerschreiben mit einem Code zurückgelassen.
Von diesem Vorfall erfährt auch Axel Foley in Detroit. Obwohl er selbst in einem heiklen Fall steckt und sein Chef Inspektor Todd endlich Ergebnisse sehen möchte, macht er sich sofort auf den Weg nach Beverly Hills, um dort mit seinen Freunden Rosewood und Taggart die Alphabetverbrechen aufzuklären. Wie für Axel üblich, verschafft er sich zunächst unter einem Vorwand eine angemessene Unterkunft. So gibt er diesmal vor, ein Bauinspektor zu sein und bezieht eine Nobelvilla, deren Besitzer momentan im Urlaub sind.
Schon nach kurzer Zeit stoßen Axel und seine kalifornischen Kollegen auf eine heiße Fährte. Bei den Alphabetverbrechen wurden seltene und speziell angefertigte Patronen benutzt. Diese Spur führt sie zum Beverly Hills Shooting Club, einem Schießklub, dessen Besitzer ein Industrieller namens Maxwell Dent ist. Axel gibt sich als Kurier aus und erhält somit Zugang zum Schießklub, wo er einen Mitarbeiter mit einer der sichergestellten Patronenhülsen konfrontiert, was die Aufmerksamkeit von Dent erregt. Dieser vermutet, dass Axel ein Polizist ist und will ihn umbringen lassen, da er durch seine Ermittlungsarbeit seine Machenschaften in Gefahr sieht. Nachdem Axel, Billy und Taggart gemeinsam einen Stripclub besucht haben, warten vor dem Club bereits zwei Profikiller auf Axel und versuchen, ihn zu erschießen. Mithilfe von Billy und Taggart kann Axel sich jedoch erfolgreich verteidigen, woraufhin die beiden Killer flüchten. Dabei lassen sie ihr Fluchtfahrzeug zurück, in dem Axel eine Streichholzschachtel findet, auf der er den Fingerabdruck des Managers von Dent’s Schießklub sicherstellen kann.
Axel, Billy und Taggert dringen daraufhin nachts unbeobachtet in den Schießklub ein und suchen nach weiteren Indizien. Kurz darauf ereignet sich das nächste Alphabetverbrechen, bei dem eine Zweigstelle der Notenbank überfallen wird. Diesmal sind Axel, Billy und Taggart allerdings während des Überfalls zur Stelle und können die Täter durch eine vorzeitige Auslösung des Alarms zum Abbruch des Überfalls zwingen, jedoch gelingt ihnen bei einer wilden Verfolgungsjagd die Flucht. Inzwischen hat sich der Verdacht erhärtet, dass Dent hinter den Alphabetverbrechen steckt. Dieser hat das Ziel, das Geld aus den Überfällen in Waffen zu investieren, die er danach im Ausland mit hohen Gewinnen weiterverkauft. Der Code in den Briefen dient lediglich dazu, Charles Cain, den Manager von Dents Schießklub und Ausführender der Überfälle, am Ende als den Haupttäter dastehen zu lassen. Unterstützt wird Dent von seiner persönlichen Assistentin und Geliebten Karla Fry. Axel, Billy und Taggart können auch den letzten und größten Überfall auf eine Pferderennbahn nicht verhindern. Allerdings stößt Axel auf einen entscheidenden Hinweis. An Bogomils Laufschuhen befindet sich Erde, wie sie nur auf den Ölfeldern vor der Stadt zu finden ist. Hier schließt sich der Kreis, da auch Dent in diesem Gebiet Ölfelder und ein Lager besitzt. Diese Spur hatte Bogomil zuletzt verfolgt, weshalb Dent versucht hatte, ihn umbringen zu lassen. Axel, Billy und Taggart stürmen in einem gewaltigen Showdown Dent’s Lagerhaus und können seine Schergen unschädlich machen. Dent versucht dabei, Axel mit dem Auto zu überfahren, wird jedoch durch einen Kopfschuss von Axel tödlich getroffen. Karla will sich daraufhin für den Tod ihres Geliebten rächen. Hasserfüllt stellt sie sich vor Foley, in der Absicht ihn zu erschießen, doch kurz bevor sie abdrücken kann, wird sie selbst von Taggart erschossen.
Nach der Schießerei tauchen der Bürgermeister und Polizeichef Lutz am Ort des Geschehens auf. Lutz beginnt sofort wieder damit, seine Untergebenen zu beschimpfen. Doch diesmal stellen sich Taggart und Rosewood entschlossen gegen ihn und liefern die Beweise für Dents Schuld, welche sie nur durch inoffizielle Undercover-Arbeit und Axels Unterstützung sichern konnten, da Lutz sie immer wieder bei der Arbeit an diesem Fall behinderte. Angesichts dieser Erkenntnis, wird Lutz an Ort und Stelle vom Bürgermeister für seine Inkompetenz und seine beleidigende Haltung gefeuert. Der Bürgermeister vergibt die vakante Stelle des Beverly Hills Polizeichefs nun an Captain Bogomil, der sich inzwischen von seinen Verletzungen erholt hat. Auch bei Axel zeigt sich der Bürgermeister dankbar und lobt ihn für seine Ermittlungsarbeit bei Inspector Todd, welcher daraufhin zwar von weiteren Disziplinarmaßnahmen gegen Axel absieht, ihn jedoch schnellstmöglich zurück nach Detroit beordert, um die liegengebliebene Arbeit wieder aufzunehmen.

## Kritiken
Laut dem Lexikon des internationalen Films ein „auf den Hauptdarsteller Eddie Murphy zugeschnittener Film, der die Personen- und Handlungskonstellationen seines Vorgängers weitgehend übernimmt. Schicke Fotografie und luxuriöses Ambiente drängen kriminalistische Logik in den Hintergrund und bieten eine glatte Folie für die Mischung aus Spannung, Action und Humor.“
Desson Howe nennt den Film in der Washington Post „eine Seltenheit: eine Fortsetzung, die so gut ist wie ihr Vorgänger, wenn nicht sogar besser“, während Roger Ebert den Film in der Chicago Sun-Times als unwitzig bezeichnet. Laut Ebert sei die Figur von Murphy nicht sympathisch, sondern nur laut und arrogant und das Drehbuch bestehe lediglich aus zusammengewürfelten Standardsequenzen.

## Trivia
- Die Alphabetverbrechen sind: Adriano’s (Name des Juwelenladens), Bogomil (Capt. Andrew), City Deposit (Filiale der Notenbank), Empyrean Fields (Name der Pferde-Rennbahn).
- In der Wohnung von Billy Rosewood sieht man Filmplakate von Rambo: First Blood Part II (deutscher Titel: Rambo II – Der Auftrag) und Cobra (deutscher Titel: Die City-Cobra). Beides Filme mit Sylvester Stallone in der Hauptrolle, der ursprünglich auch die Hauptrolle in Beverly Hills Cop übernehmen sollte. Er wurde durch Eddie Murphy ersetzt, da die für ihn geplanten Action-Szenen und Änderungen am Drehbuch (das er für seine geplante Rolle selber änderte) für die Produzenten zu teuer wurden. Große Teile des damaligen auf ihn angepassten Drehbuchs hat Stallone dann für den Film Die City-Cobra verwendet, für den er selbst das Drehbuch schrieb.
- Brigitte Nielsen, welche die Rolle der Karla Fry spielte, war zum Zeitpunkt der Dreharbeiten mit Sylvester Stallone verheiratet.
- Als Capt. Bogomil bei Foley anruft, antwortet dieser, als wäre er nur der Anrufbeantworter. In der englischen Originalversion gibt sich Foley mit einem Südstaaten-Akzent als George „Kingfish“ Stevens aus, eine im US-amerikanischen Raum bekannte Rolle des Schauspielers Tim Moore aus der Fernsehserie Amos ’n’ Andy. In der deutschen Synchronisation wurde daraus Michael Jackson.
- Chris Rock hat in diesem Film sein Spielfilm-Debüt: Er spielt den uniformierten Einparker vor der Playboy Mansion. Diese ist das tatsächliche Anwesen des Playboy-Gründers Hugh Hefner, der auch im Film zu sehen ist und sich selbst spielt. Als Playmate ist Ola Ray zu sehen, die in Michael Jacksons Thriller seine Freundin darstellt.
- Der Film war, genauso wie sein Vorgänger, ein kommerzieller Erfolg. Er kostete 20 Millionen Dollar und nahm 300 Millionen Dollar ein.[4]

## Auszeichnungen
- Der Song Shakedown von Bob Seger wurde im Jahr 1988 für einen Oscar und einen Golden Globe Award nominiert und gewann einen ASCAP-Award.
- Harold Faltermeyer gewann für die Filmmusik 1988 einen ASCAP-Award.
- Der Film gewann 1988 die Goldene Leinwand.
- Die Deutsche Film- und Medienbewertung FBW in Wiesbaden verlieh dem Film das Prädikat „wertvoll“.[5]
- George Michael erhielt 1988 für den Song I Want Your Sex den Negativpreis Goldene Himbeere.

## Roman
- Robert Tine: Beverly Hills Cop II. Das Buch zum Film, Bastei Lübbe, ISBN 978-3-404-13119-8